# Hartwig Bambamius (Jurist)
Hartwig Bambamius (* um 1620 in Wismar; † 1688 in Hamburg) war ein deutscher Jurist und Oberaltensekretär der Hansestadt Hamburg.

## Leben
In Wismar geboren, wurde Bambamius im Mai 1635 an der Universität Rostock immatrikuliert, studierte Jurisprudenz und wurde Gerichtsverwalter in Otterndorf. Später ging er an die Universität Leiden und promovierte hier am 23. April 1664 zum Doktor der Rechte. Bambamius wurde in Hamburg zum Oberaltensekretär für den verstorbenen Jakob von Anthen gewählt und am 28. August 1678 vor dem Senat vereidigt. Bambamius führte dieses Amt bis zu seinem Tod im Jahr 1688. Sein Nachfolger wurde der bisherige Richter am Hamburger Niedergericht Johannes Tecklenburg.

## Familie
Bambamius hatte einen Sohn Johann, der ebenfalls die Rechte studierte und 1699 als Advokat in Hamburg starb. Dessen Sohn war der Prediger an Sankt Petri Hartwig Bambamius (1685–1742).

## Werke (Auswahl)
- Disputatio inauguralis de favore. Leiden 1664.